# 439 a.C.
Il 439 a.C. (CDXXXIX a.C. in numeri romani) è un anno  del V secolo a.C.

## Eventi
- Roma: 
  - consoli Tito Quinzio Capitolino Barbato VI e Agrippa Menenio Lanato
  - dittatore Cincinnato
  - Gaio Servilio Strutto Ahala impedisce la congiura monarchica di Spurio Melio, uccidendolo
  - erezione della Colonna Minucia da parte di L. Minucio Augurino, dinanzi alla porta Trigemina.

## Morti
- Spurio Melio, politico romano